# Gerichtsvollzieherkanzlei (Litauen)
Als Gerichtsvollzieherkanzlei bezeichnet man die Büroräume und das Unternehmen oder den Betrieb eines Gerichtsvollziehers oder mehrerer Gerichtsvollzieher.

## Litauen
In Litauen können nur Gerichtsvollzieher zugelassen werden, die einen Kanzleisitz haben. Die Anwaltskanzlei kann sowohl das Büro eines Einzelgerichtsvollziehers sein als auch die Büros mittlerer oder größerer Gerichtsvollzieherkanzlei. In der Gerichtsvollzieherkanzlei ist der Gerichtsvollzieher für seine Klienten erreichbar, dort wird er (im Regelfall) Besprechungen mit Mandanten durchführen und seine Akten bearbeiten. In der Kanzlei schafft der Gerichtsvollzieher alle personellen und organisatorischen Voraussetzungen zur Ausübung seines Berufs.
Folgende Organisationsformen einer Gerichtsvollzieherkanzlei sind denkbar:
- Einzelgerichtsvollzieher
- Kanzlei von einigen oder mehreren Gerichtsvollziehern (nur Organisationsgemeinschaft).

Rechtsgrundlage für die Organisation der Gerichtsvollzieherkanzlei ist Kapitel V des litauischen Gerichtsvollziehergesetzes. Eine Gerichtsvollzieherkanzlei kann nach der Genehmigung des Justizministers Litauen für den operativen Bereich eine Abteilung gründen. Über die Änderung der Adresse der Kanzlei oder sonstiger Angaben muss der Gerichtsvollzieher das Justizministerium (Litauen) und das entsprechende Amtsgericht informieren, in dessen Hoheitsgebiet er handelt. Außerdem muss es in den nationalen Zeitungen sowie in einer lokalen Zeitung veröffentlicht werden. Der Justizminister legt die Form eines Schilds der Gerichtsvollzieherkanzlei fest.